# Flemming Kofod-Svendsen
Flemming Peter Kofod-Svendsen (født 21. marts 1944 i Aakirkeby) er en dansk tidligere sognepræst i Birkerød Sogn, samt tidligere partiformand for Kristeligt Folkeparti, folketingsmedlem og minister. Han har været generalsekretær i Kristeligt Forbund for Studerende (KFS) og i ISOBRO (Indsamlingsorganisationernes Brancheorganisation). Han er kommandør af Dannebrogordenen og medlem af Rigsretten.

## Politisk karriere
Fra 1979 til 1990 var Flemming Kofod-Svendsen landsformand for Kristeligt Folkeparti. Han sad i Folketinget for Københavns Amtskreds 1984-1988, 1988-1993 og 1998-2001. Kofod-Svendsen udtrådte af Folketinget midt i en valgperiode i både 1988 og 1993 og blev begge gange afløst af Merethe Due Jensen. Han har været boligminister to gange: 1987-88 (Regeringen Poul Schlüter II) og 1993-94 (Regeringen Poul Nyrup Rasmussen I; i denne regering var han desuden minister for nordisk samarbejde og Østersøspørgsmål).

## Privatliv
Han blev gift 30. januar 1971 i Kolding med forlagsleder og cand.theol. Inger Margrethe Damgaard Kofod-Svendsen, født d 15. april 1946.
Hans ene søn, svigerdatter og to børnebørn omkom i tsunamien den 26. december 2004, og han blev derfor interviewet af bl.a. Jyllands-Posten og Danmarks Radios Profilen. Han skrev bogen "Døden, Sorgen, Håbet", hvori han reflekterer over at være et kristent menneske set i forhold til sine egne personlige tab.

## Forfatterskab
- Flemming Kofod-Svendsen: "De kristne i den arabiske verden" (ICQUS nr 1, 1999) Arkiveret 15. april 2015 hos  Wayback Machine
- Flemming Kofod-Svendsen: Guds hemmelighed: kolossenserbrevet: Kristeligt Forbund for Studerende og Skoleungdom, 1970
- Flemming Kofod-Svendsen: Sandheden er det første offer: om Danmarks Radio og Libanonkrigen, Samleren, 1984
- Flemming Kofod-Svendsen: Den politiske udfordring, Scandinavia 1987
- Flemming Kofod-Svendsen: Mellem foragt og guddommeliggørelse: arbejde i kristent perspektiv, Credo 1998
- Flemming Kofod-Svendsen: Bibelens bøger: en introduktion, LogosMedia 2004
- Flemming Kofod-Svendsen: Tro til tiden: det kristne studenterarbejdes historie i Danmark, Credo 2008
- Flemming Kofod-Svendsen: Døden, sorgen, håbet, Credo i samarbejde med Lohse 2011
- Flemming Kofod-Svendsen: Lutheranerne på heden: om Kristlig Lutheransk Trossamfunds historie, Kolon 2012